# Jáibar

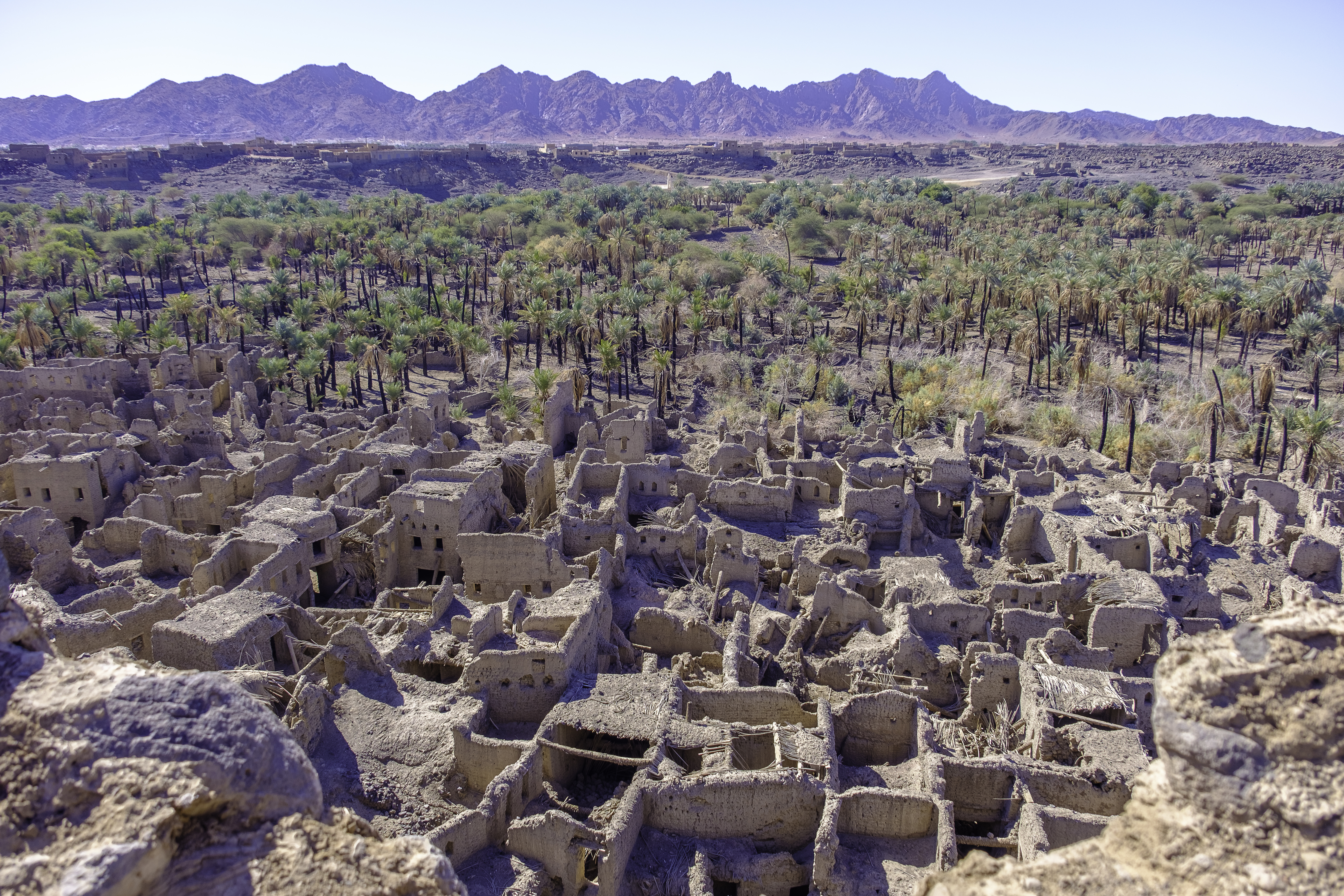
Casas abandonadas en el oasis de Jáibar.

Jáibar o Jáybar (del árabe: خيبر) es un oasis ubicado a unos 95 kilómetros al norte de Medina en Arabia Saudita. Fue habitado por judíos antes de la aparición del Islam, y fue conquistado por Mahoma en 629 d. C.

## Los asesinatos de los líderes judíos
El jefe de los judíos de Jáibar, Abu Rafi, había mantenido buenas relaciones con los enemigos de Mahoma y había escrito poemas satíricos sobre los musulmanes. En el año 624 dC, Mahoma envió, con éxito, asesinos para matar a Abu Rafi. Pero Mahoma también desconfiaba del nuevo jefe que le había sustituido: Al-Yusayr ibn Rizam. Mahoma volvió a enviar asesinos a Jáybar, pero esta vez los judíos fueron precavidos y no los dejaron entrar. Entonces Mahoma envió 30 hombres a la puertas de la ciudad con el pretexto de negociar. Aseguraron que Mahoma quería pactar con (ponerse de parte de) Yusayr ibn Rizam y le pidieron que les acompañase a visitar a Mahoma en Medina. Yusayr ibn Rizam consintió y salió con algunos de sus hombres. Sin embargo, por el camino hacia Medina, Yusayr comenzó a sospechar que se trataba de una trampa y trató de huir, sin éxito. Yusayr y los otros judíos fueron asesinados.

## La conquista de Jáybar por Mahoma
Poco después de aquel asesinato, Mahoma ordenó un asalto frontal a Jáibar. Mahoma había asegurado su frontera del sur firmando un tratado de paz con los Quraysh de La Meca en marzo de 628 y por eso estaba en condiciones de dedicar todos sus esfuerzos hacia Jáybar en el norte. Los judíos de Jáybar estaban divididos en clanes independientes con sus propias fortificaciones. Esto permitió a los musulmanes sitiarlos uno por uno. Los judíos finalmente se rindieron a condición de que se les permitiera seguir con vida. Los judíos debían evacuar la zona y entregar sus bienes. Algunos de los judíos se ofrecieron a continuar trabajando las huertas y entregar la mayor parte de su producción a Mahoma. Mahoma aceptó la oferta, entonces algunos de los judíos se quedaron, pero la tierra ya pertenecía a los musulmanes.
Uno de los líderes de los Banu Nadir exiliados, Kinana ibn al-Rabi, fue decapitado por orden de Mahoma. Según Ibn Ishaq, también fue torturado antes de su muerte por negarse a revelar la ubicación del tesoro escondido de los Banu Nadir. Sin embargo, ninguna otra fuente menciona la tortura. Mahoma tomó a la esposa del líder recién ejecutado como su esclava. Su nombre era Safiyya bint Huyayy, que, por cierto, era la hija de Ibn Huyayy Ajtab, el exjefe de los Banu Nadir al que Mahoma había ejecutado durante la masacre de los Banu Qurayza. Al igual que hizo Mahoma en aquella ocasión ofreciendo matrimonio a la hermosa Rayhana, a la que tomó como esclava tras ejecutar a su esposo, Mahoma volvió a hacer la misma oferta a Safiyya. Sin embargo, a diferencia de Rayhana, Safiyya aceptó la oferta de Mahoma, se convirtió al islam y fue su octava esposa. El incidente es extraño, porque Mahoma no solamente había matado a su padre y su marido, sino que también hizo decapitar a casi todos los miembros varones de su tribu de nacimiento: los Banu Qurayza. Pero hay que tener en cuenta que ella sólo tenía 17 años, y que de haber rechazado la propuesta de Mahoma habría sido simplemente su esclava.